# ۱۵۲۷ (میلادی)
۱۵۲۷ (میلادی) هزار و پانصد و بیست و هفتمین سال تقویم میلادی است.

## زادگان
- ۲۱ مه - فیلیپ دوم پادشاه اسپانیا
- ۱۳ ژوئیه – جان دی، ستاره‌شناس، ریاضی‌دان، نویسنده، و فیلسوف بریتانیایی (د. ۱۶۰۸)